# 11846 Verminnen
11846 Verminnen è un asteroide della fascia principale. Scoperto nel 1987, presenta un'orbita caratterizzata da un semiasse maggiore pari a 2,5343550 UA e da un'eccentricità di 0,1209836, inclinata di 4,66093° rispetto all'eclittica.